# 米特科·米特科夫
米特科·米特科夫（羅馬化：Mitko Mitkov；2000年8月28日—），生于切爾文布里亞格，是一名保加利亚足球运动员。他从索菲亚中央陆军足球俱乐部租借至杜拿夫鲁塞足球会。他也曾加入过保加利亚U21国家队。